# Yaucourt-Bussus
Yaucourt-Bussus era una comuna francesa que estaba situada en el departamento de Somme, de la región de Alta Francia, que el 1 de enero de 2025 pasó a formar parte de la comuna nueva de Bussus-lès-Yaucourt como comuna delegada.

## Historia
Desde el 13 de febrero de 2020, la comuna forma parte del parque natural regional de la Baie de Somme Picardie Maritime.[cita requerida]

## Demografía
| Gráfica de evolución demográfica de Yaucourt-Bussus entre 1800 y 2022 |
|                                                                       |

Los datos demográficos contemplados en este gráfico de la comuna de Yaucourt-Bussus se han cogido de 1800 a 1999 de la página francesa EHESS/Cassini, y los demás datos de la página del INSEE.